# Platylepis constricta
Platylepis constricta är en orkidéart som först beskrevs av Johannes Jacobus Smith, och fick sitt nu gällande namn av Johannes Jacobus Smith. Platylepis constricta ingår i släktet Platylepis och familjen orkidéer. Inga underarter finns listade i Catalogue of Life.